# Sint-Gillis-bij-Dendermonde
Sint-Gillis-bij-Dendermonde (fr. Saint-Gilles-lez-Termonde) – dzielnica (deelgemeente) miasta Dendermonde w Belgii, w Regionie Flamandzkim, w prowincji Flandria Wschodnia, w okręgu Dendermonde. 1 stycznia 2020 roku liczyła 12 907 mieszkańców. Do 31 grudnia 1970 samodzielna gmina.

## Demografia
Liczba mieszkańców, stan na 1 stycznia:
| Rok                | 1900 | 1930 | 1961  | 1970  | 2020  |
| ------------------ | ---- | ---- | ----- | ----- | ----- |
| Liczba mieszkańców | 5127 | 7749 | 10248 | 10206 | 12907 |